# Pauini
Pauini – miasto i gmina w Brazylii, w stanie Amazonas. Znajduje się w mezoregionie Sudoeste Amazonense i mikroregionie Boca do Acre.